# Giovanni Savarese
Giovanni Savarese (Caracas, 1971. július 14. –) venezuelai válogatott labdarúgó, edző.

## Pályafutása

### Labdarúgóként
Savarese a venezuelai fővárosban, Caracasban született.
1986-ban mutatkozott be a Deportivo Italia felnőtt keretében. 1990-ben az amerikai Greek American AA, majd 1994-ben a Long Island Rough Riders szerződtette. 1996-ban az első osztályban szereplő Metrostarshoz igazolt. 1998 és 2004 között több klubnál is szerepelt, játszott például az amerikai New England Revolution és San Jose Earthquakes, az olasz Perugia, illetve az angol Swansea City és Millwall csapatában is. 
1989-ben debütált a venezuelai válogatottban. 2001-ig összesen 30 mérkőzésen lépett pályára és 10 gólt szerzett hazája színeiben.

### Edzőként
2012 és 2017 között a New York Cosmos edzője volt. 2017. december 18-án az MLS-ben szereplő Portland Timbers vezetőedzője lett.

## Edzői statisztika
| Csapat           | Nemzet                    | –tól               | –ig                 | Mérkőzések | Mérkőzések | Mérkőzések | Mérkőzések | Mérkőzések |
| Csapat           | Nemzet                    | –tól               | –ig                 | M          | Gy         | V          | D          | Gy %       |
| ---------------- | ------------------------- | ------------------ | ------------------- | ---------- | ---------- | ---------- | ---------- | ---------- |
| New York Cosmos  | Amerikai Egyesült Államok | 2012. november 19. | 2017. december 13.  | 153        | 74         | 47         | 32         | 48,4       |
| Portland Timbers | Amerikai Egyesült Államok | 2017. december 13. | 2023. augusztus 21. | 216        | 91         | 53         | 72         | 42,1       |
| Összesen         | Összesen                  | Összesen           | Összesen            | 369        | 165        | 100        | 104        | 44,7       |

## Sikerei, díjai

### Játékosként
Egyéni
- MLS All-Stars: 1996

### Edzőként
- MLS is Back Tournament
  - Győztes: 2020